# Ruta 11 (Chile)
Die Ruta 11 (kurz 11-CH) ist eine Fernverkehrsstraße im südamerikanischen Anden-Staat Chile. Sie zählt zu den Internationalstraßen des Landes und trägt den Namen Ruta 11. Sie gehört zum Corredor bioceánico, einem Straßennetz, das den Pazifik mit dem Atlantik verbindet. Die Ruta 11 liegt im Norden Chiles in der Región de Arica y Parinacota. Sie auf ihrer gesamten Länge von 192,2 km vollständig asphaltiert und verbindet die Ruta 5 und Arica mit Putre, dem Grenzpass Paso Chungará-Tambo Quemado und Bolivien. Der Pass gehört zu den wichtigsten Pässen in Chile. Er soll auch den Hafen von Arica mit den Nachbarländern verknüpfen und die Aktivität des Hafens fördern.
Die Landstraße beginnt im Kreisverkehr Los Libertadores am Rand des Industriegebiets Puerta Las Américas, einige Kilometer nördlich von Arica. Beständig ansteigend verläuft sie neben der Bahnstrecke Arica–La Paz durch das Tal Valle de Lluta. Am Ende des Tals liegt der Pass El Águila. Die Strecke streift kleine Dörfer und führt um Hügel, Berge und wasserreiche Moore, die die typische reiche Fauna der Region beherbergen. Ferner ist es eine wichtige touristische Route, weil sie auch zum Naturdenkmal Quebrada de Cardones und in den Nationalpark Lauca führt.
Westlich des Grenzübergangs und am südlichen Rand des Lago Chungará ist eine Zollkontrolle gelegen. Die Straße verläuft in Bolivien als Ruta 4 weiter in Richtung Oruro.
Die offizielle Funktion dieser Ruta wurde im Jahre 2000 durch das Dekret Nº 2136 durch das Ministerio de Obras Públicas de Chile (MOP) ratifiziert.

## Verkehrssicherheit

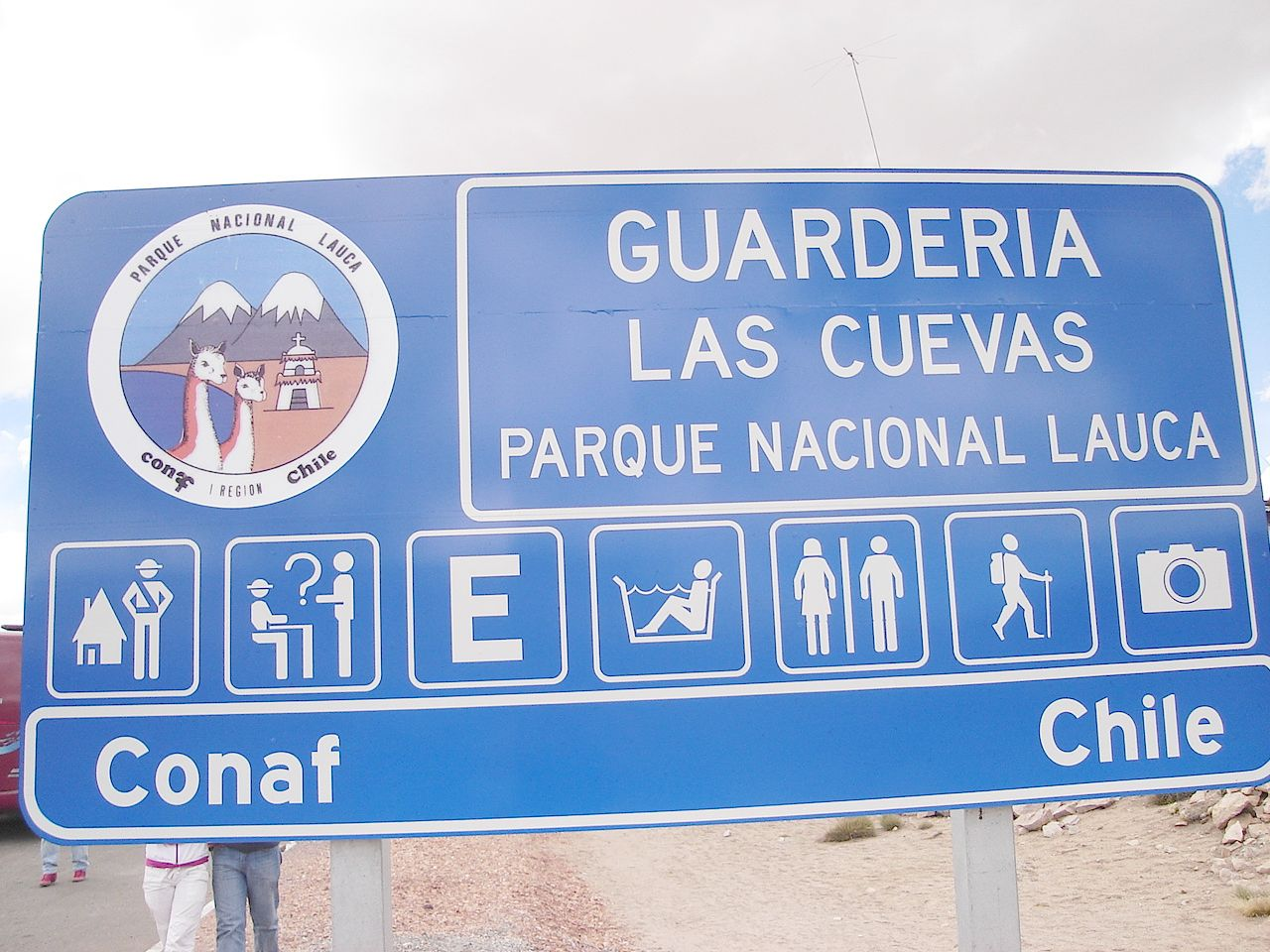
Schild im Nationalpark Lauca

Regionale Verantwortliche wie der Bürgermeister von Arica machten öffentlich auf den schlechten Zustand der Straße und die Anzahl der schweren Unfälle aufmerksam. Es gibt jedoch Ärzte, die behaupten, dass für die Unfälle auch der physiologische Effekt der Höhe auf die Fahrer eine Ursache sein kann. Es herrscht weiterhin Uneinigkeit unter den Experten über diese Frage.
Zwischen 2005 und 2008 gab es 31 Todesfälle, darunter auch 4 bolivianische Fernfahrer.
Das Tempolimit der Ruta liegt bei 100 km/h, in einigen Bereichen gar nur bei 30 km/h. Zur Verbesserung der Verkehrssicherheit wurden auf einigen Abschnitten der Ruta Schutzplanken installiert.
Die Strecke ist auch stark den Auswirkungen des Klimas im Altiplano ausgesetzt. So gibt es immer wieder Erdrutsche, hervorgerufen durch den Regen und thermische Schwankungen. Abhilfe sollen Metallzäune schaffen, die im März 2009 angebracht wurden sowie weitere Veränderungen in den am meisten gefährdeten Gebieten.
Es gibt ein Verkehrsaufkommen von etwa 300 Fahrzeugen täglich, wovon etwa 100 auf bolivianische Lastwagen entfallen.